# DIN 4108
Die DIN 4108 Wärmeschutz und Energie-Einsparung in Gebäuden (vormals Wärmeschutz im Hochbau) ist eine DIN-Norm, die die Anforderungen an den Wärmeschutz für Gebäude beschreibt. Die gesetzliche Vorgabe in Deutschland, das Gebäudeenergiegesetz (GEG), nimmt mehrfach auf diese Norm Bezug. Die Norm trifft Festlegungen für den winterlichen und dem sommerlichen Wärmeschutz. Der Teil 6 der DIN 4108 verliert mittelfristig an Bedeutung, da er durch die DIN V 18599 ersetzt wird.

## Geltungsbereich
Der Geltungsbereich der DIN 4108 erstreckt sich auf die Planung und Ausführung von Aufenthaltsräumen in Hochbauten, die ihrer Bestimmung nach auf normale Innentemperaturen (mehr als 19 °C), sowie auf die Planung und Ausführung von Aufenthaltsräumen in Hochbauten, die ihrer Bestimmung nach auf niedrige Innentemperaturen (mehr als 12 °C und weniger als 19 °C) beheizt werden. Nebenräume, die zu Aufenthaltsräumen gehören, sind dabei wie Aufenthaltsräume zu behandeln. Zu den Gebäuden mit normalen Innentemperaturen gehören u. a.:
- Wohngebäude
- Büro- und Verwaltungsgebäude
- Schulen
- Krankenhäuser
- Gebäude des Gaststättengewerbes
- Waren- und sonstige Geschäftshäuser
- Betriebsgebäude mit Innentemperaturen von mind. 19 °C

## Teile der Norm
Die DIN 4108 Wärmeschutz und Energie-Einsparung in Gebäuden besteht aus folgenden Teilen:
DIN 4108-1
Wärmeschutz im Hochbau; Größen und Einheiten (zurückgezogen und ersetzt durch DIN EN ISO 7345)
DIN 4108-2
Mindestanforderungen an den Wärmeschutz (Ausgabe 2013-02); zur Vermeidung von Tauwasser und unhygienischen Raumluftverhältnissen sowie den sommerlichen Wärmeschutz
DIN 4108-3
Klimabedingter Feuchteschutz – Anforderungen, Berechnungsverfahren und Hinweise für Planung und Ausführung (Ausgabe 2018-10); enthält Randbedingungen und Rechenvorschriften für das Glaser-Verfahren
DIN 4108-4
Wärme- und feuchteschutztechnische Bemessungswerte (Ausgabe 2020-11); enthält wesentliche bauphysikalische Kennwerte einzelner Baustoffe (Lambda- und My-Werte)
DIN V 4108-6
Berechnung des Jahresheizwärme- und des Jahresheizenergiebedarfs (Ausgabe 2003-06, Berichtigung 2004-03 – ersatzlos zurückgezogen, Anwendung der DIN/TS 18599-12 hierfür empfohlen); enthält alle wesentlichen Rechenvorschriften zur Ermittlung des Heizwärmebedarfs in Wohngebäuden nach EnEV (für Nichtwohngebäude siehe DIN/TS 18599-13)
DIN 4108-7
Luftdichtheit von Gebäuden – Anforderungen, Planungs- und Ausführungsempfehlungen sowie -beispiele (Ausgabe 2011-01)
DIN 4108-10
Anwendungsbezogene Anforderungen an Wärmedämmstoffe (Ausgabe 2021-11)
DIN 4108-11
Mindestanforderungen an die Dauerhaftigkeit von Klebeverbindungen mit Klebebändern und Klebemassen zur Herstellung von luftdichten Schichten (Ausgabe 2018-11)
DIN 4108 Beiblatt 1
Wärmeschutz im Hochbau; Inhaltsverzeichnisse; Stichwortverzeichnis (zurückgezogen)
DIN 4108 Beiblatt 2
Wärmebrücken – Planungs- und Ausführungsbeispiele (Ausgabe 2019-06)

## Berechnungsverfahren nach DIN 4108
Zurzeit darf die DIN V 4108-6 bei öffentlich-rechtlichen Nachweisen nur für Wohngebäude angewendet werden, für alle anderen Gebäude gilt die DIN V 18599.

### Berechnung des Jahresheizwärmebedarfes
Für die Berechnung des Jahresheizwärmebedarfes nach DIN 4108 ist das zu bewertende Gebäude aufzumessen, wenn keine Bauzeichnungen vorhanden sind.
1. Das Volumen und daraus die zu beheizenden Nutzflächen sind zu ermitteln.
2. Die wärmeübertragenden Hüllflächen (Außenwände, Fenster, Dach, Bodenplatte etc.) sind in ihren Flächen zu erfassen und zu unterscheiden nach ihren Konstruktionsaufbauten. Für jedes Bauteil sind die Konstruktionsaufbauten zu ermitteln und nach der Bauteilmethode die Wärmedurchgangskoeffizienten rechnerisch nachzuweisen. Die Multiplikation mit den Flächen für das jeweilige Bauteil ergibt die Menge des Transmissionswärmeverlustes. Die Bauteilmethode wird weiter unten erläutert.
3. Die Lüftungswärmeverluste ergeben sich durch die Multiplikation des Volumens mit einem Beiwert.
4. Für die Berechnung der solaren Gewinne werden die Fensterflächen nach ihren Himmelsrichtungen mit den jeweiligen Beiwerten multipliziert. Ganzglasfassaden gehen nur zur 2/3 in die Berechnung ein.
5. Die internen Wärmegewinne (Wärme aus Geräten und Menschen im Wohngebäude) ergeben sich aus der Multiplikation der beheizten Nutzfläche mit einem Beiwert.
6. Die Saldierung der einzelnen Werte ergeben den Jahresheizwärmebedarf (Jahresheizwärmebedarf = Transmissionswärmeverlust + Lüftungswärmeverluste – solare Gewinne – interne Wärmegewinne).
7. Eine zwischenzeitliche Novellierung der DIN 4108 bezog die Heizungsanlage in die Wärmebedarfsberechnung ein, den Primärenergiebedarf. Darauf wird der Jahresheizwärmebedarf mit der Energieaufwandzahl multipliziert. Die Energieaufwandszahl ergibt sich aus der DIN 4108.

Das Berechnungsverfahren ist aufwendig, es ist ein statisches Verfahren, dessen Berechnungen unabhängig vom Nutzerverhalten die Qualität verschiedener Gebäude in Bezug auf den Energiebedarf vergleichbar machen soll. Es ist für ganz Deutschland genormt. Aus der EN 12831 werden die unterschiedlichen Normaußentemperatur der Isothermenkarte oder, bei Städten ab 20000 Einwohnern, einer Tabelle entnommen. In dieser Tabelle werden die Städte auch nach windschwacher oder windstarker Lage unterschieden und haben so Einfluss bei der Berechnung des genormten Jahresheizwärmebedarfs des Gebäudes. Als Innentemperatur wird bei normal beheizten Räumen 20 °C angenommen.

### Bauteilmethode
Die Bauteilmethode ist für kleinere Bauvorhaben (z. B. Dachgeschossausbau) eine zulässige, einfache Methode den Wärmeschutz nachzuweisen. Mit ihr wird für jedes Bauteil der Wärmedurchgangskoeffizient (U-Wert) bestimmt. Dieser Rechenschritt ist ein Teil für die Berechnung des Jahresheizwärmebedarfes nach DIN 4108 und für die DIN V 18599. Die Rechenmethode wird am Beispiel deutlich. Ein hinterlüftetes Ziegeldach mit Dämmung und Gipskarton soll nachgewiesen werden.
| Pos. | Bezeichnung                       | Dicke     | Wärmeleitfähigkeit | Wärmedurchgangswiderstand |
| ---- | --------------------------------- | --------- | ------------------ | ------------------------- |
|      | Bauteilschicht                    | m         | W/(m·K)            | m²·K/W                    |
| 1    | Wärmeübergang innen               |           |                    | 0,13                      |
| 2    | Gipskartonplatte                  | 0,015     | 0,25               | 0,06                      |
| 3    | Luftschicht                       | 0,020     | -                  | 0,170                     |
| 4    | PE-Folie (Dampfbremse)            | 0,005     |                    |                           |
| 5    | Wärmedämmung (bspw. Mineralwolle) | 0,240     | 0,045              | 5,333                     |
| 6    | Unterspannbahn                    | 0,005     |                    |                           |
| 7    | Lattung                           | 0,030     |                    |                           |
| 8    | Traglattung                       | 0,030     |                    |                           |
| 9    | Dachpfanne                        | 0,025     |                    |                           |
| 10   | Wärmeübergang außen               |           |                    | 0,04                      |
| 11   | Summe                             | 0,370     |                    | 5,733                     |
| 12   | Wärmedurchgangskoeffizient        | 1:5,733 = | 1:5,733 =          | 0,174                     |

Der Wärmeübergang (Pos. 1 und 10) ist ein festgelegter Bemessungswert. Er wird auch für die Taupunktberechnung benötigt. Der Wärmeverlust ergibt sich aus der Division Dicke durch den Bemessungswert der Wärmeleitfähigkeit. Die Wärmeleitfähigkeit ist in der DIN 4108-4 oder in der EN ISO 10456 für die gängigsten Baustoffe definiert. Für die Luftschicht (Zeile 3) ist ein fester Beiwert anzugeben. Für die Summe der Wärmeverluste (Zeile 11) ist der Kehrwert zu bilden (Zeile 12), dieser ist der U-Wert oder Wärmedurchgangskoeffizient.
Im obigen Beispiel wäre die Anforderung an den U-Wert von 0,174 unter 0,24 und somit erfüllt, aber der Sparrenteil wäre noch zu berechnen und mit dem Dämmgefach zu gewichten. Wäre der Zwischenraum 62,5 cm breit wären die Anforderungen dann nicht erfüllt. Durch weitere Optimierungen könnte der Zwischenraum verbreitert werden, die Dämmdicke erhöht werden, oder ein höherwertiger Dämmstoff verwendet werden.

## Normen
- DIN V 18599 Energetische Bewertung von Gebäuden – Berechnung des Nutz-, End- und Primärenergiebedarfs für Heizung, Kühlung, Lüftung, Trinkwarmwasser und Beleuchtung – Teil 1: Allgemeine Bilanzierungsverfahren, Begriffe, Zonierung und Bewertung der Energieträger.
- EN ISO 10456 Baustoffe und Bauprodukte – Wärme- und feuchtetechnische Eigenschaften – Tabellierte Bemessungswerte und Verfahren zur Bestimmung der wärmeschutztechnischen Nenn- und Bemessungswerte.